# Personaggi de Il Tulipano Nero - La Stella della Senna
Di seguito vengono elencati tutti i personaggi principali e secondari della serie anime Il Tulipano Nero - La Stella della Senna, creata nel 1975, e in seguito trasposta da Asuka Morimura in un manga non portato a conclusione.

## Protagonisti

### Simone Lorène

Simone Lorène

Simone Lorène (シモーヌ・ロラン?, Shimōnu Roran) è la protagonista della serie. È nata a Parigi in una notte d'inverno ed è l'unica figlia illegittima di una cantante lirica dell'Opéra e del duca di Lorena, il padre di Maria Antonietta, venuto a Parigi per incarichi diplomatici. Poiché il padre non può tenerla con sé, perché è già il marito dell'imperatrice Maria Teresa d'Austria e deve rientrare subito in patria richiamato dai suoi doveri, la affida al conte de Vaudreuil, il suo migliore amico d'infanzia. Quest'ultimo, per non farla crescere nella corrotta nobiltà francese e affinché comprenda le difficoltà della sorella a causa della rigida vita di corte a Versailles, la affida al modesto fioraio Paul Lorène, suo carissimo amico di gioventù, e a sua moglie Julienne, che non hanno figli e la crescono come se fosse figlia loro. Secondo l'accordo preso con suo padre, una volta cresciuta il conte de Vaudreuil avrebbe dovuto inserirla nell'alta società e farle conoscere la sorellastra maggiore. Una volta cresciuta e ignara di tutto, dopo aver perso i genitori adottivi per mano dei sicari di Madame Catherine, acerrima rivale della regina, viene adottata dal conte de Vaudreuil, che la manda a studiare presso il prestigioso convento di Panthémont, continuando però di notte a prendere lezioni di scherma di nascosto. In fin di vita, il padre adottivo le ha solo rivelato che lei ha una sorella maggiore al palazzo di Versailles e che è nobile di nascita. Un giorno,  si reca a chiedere aiuto al Tulipano Nero per liberare il suo migliore amico Mirand, che è stato catturato e sta per essere rinchiuso alla Bastiglia. Il Tulipano Nero le dice di mettere a frutto le lezioni di scherma per combattere a favore della giustizia e le consegna un vestito blu, una maschera rossa, un mantello ed una spada. Così, da quel giorno, diventa la "Stella della Senna". Scopre il segreto della sua nascita solo allo scoppio della rivoluzione. Poco tempo dopo, la famiglia reale viene catturata dai rivoluzionari e la regina le chiede aiuto per prendere i suoi due figli e crescerli come se fossero suoi. Combatte per l'ultima volta nei panni della Stella della Senna contro gli ex amici rivoluzionari per prendere con sé i suoi nipoti, Marie Thérèse e Louis-Charles. Alla fine, Simone, Robert, Danton e i figli di Maria Antonietta lasciano per sempre Parigi e la Francia per costruire insieme una nuova famiglia, lontano dai tumulti della rivoluzione.

### Robert de Vaudreuil
Il duca Robert de Forge (ロベール・ド・フォルジュ?, Robēru do Foruju), il conte Robert de Vaudreuil nel doppiaggio italiano, è il protagonista maschile della serie. Unico figlio del vecchio conte de Vaudreuil, ha fama di lavativo, ma in realtà, con la sua identità segreta Il Tulipano Nero, ha aiutato più di una volta Mirand e i rivoltosi di Parigi a sfuggire all'arresto. Dopo essere diventato il fratello maggiore adottivo di Simone, è costretto a lasciare la città per sfuggire alla cattura, essendo stato ingiustamente accusato di avere ordito un complotto per uccidere il re Luigi XVI. Al suo ritorno, aiuta Simone durante la rivoluzione. Poco prima della morte di suo padre, aveva saputo da lui tutta la verità sul conto di Simone, cioè che è in realtà la sorellastra minore della regina Maria Antonietta. Tuttavia, temendo di perdere l'affetto della ragazza, le nega la verità sulla sua nascita e continua a crescerla con ideali democratici. Così facendo, però, permette che Simone inizi ad odiare la regina, ai suoi occhi ingenui e sprovveduti unica e vera responsabile delle sofferenze del popolo, quando invece la colpa è solo della nobiltà corrotta. Comunque, allo scoppio della rivoluzione, rivela tutto quanto a Simone, convincendola così dell'innocenza e della buona fede della regina. In quel momento ha giurato a sé stesso che avrebbe fatto qualsiasi cosa per aiutarla, anche a rischio di passare per traditore o di rimetterci la vita. Successivamente, si vede costretto a rivelare il segreto di Simone anche a Mirand, schierato tra i rivoluzionari più decisi, per fargli capire le ragioni che l'hanno portata ad abbandonare il popolo per schierarsi dalla parte della monarchia, convincendolo così ad abbandonare la causa rivoluzionaria prima che avvenga l'irreparabile. Alla fine, lascia per sempre Parigi e la Francia con Simone, il piccolo Danton e i due figli della regina per formare assieme a loro una nuova famiglia.

### Danton
Danton (ダントン?, Danton) è il coprotagonista della serie. È un simpatico ragazzino che, all'inizio, lascia il circo presso cui lavorava e diventa l'aiutante nel negozio di fiori dei coniugi Lorène, che gestirà dopo che i genitori adottivi di Simone verranno uccisi e la ragazza partirà per il convento di Panthémont. Amico di Mirand, ha una parte attiva nell'aiutare la Stella della Senna a liberarlo dalle guardie del malvagio Jeroule e, da quel momento, essendo a conoscenza della doppia identità di Simone, le darà spesso una mano quando lei combatterà nei panni della Stella della Senna. Alla fine, lascia per sempre Parigi e la Francia con Simone, Robert e i due figli della regina per formare assieme a loro una nuova famiglia.

### Maria Antonietta
Maria Antonietta (マリー・アントワネット?, Marī Antowanetto) è la regina di Francia, ispirata alla figura storica di Maria Antonietta d'Asburgo-Lorena. Donna forte e autoritaria, si definisce la "Stella di Francia" e inizialmente pensa solamente a divertirsi e a organizzare costosissime feste, senza curarsi del popolo, che è ormai ridotto alla fame. D'altra parte, è orgogliosa e ritiene avversari come Mirand traditori. Comunque, in definitiva, non è mai stata una persona crudele nel cuore, come molto spesso le apparenze o i diversi punti di vista possono facilmente trarre in inganno, solo che un'educazione sbagliata l'ha cambiata. Infatti, come ha giustamente spiegato Robert, quando è arrivata in quella corte, piena solo di ipocrisia e di malvagità, era ancora una bambina e non c'era nessuno che la aiutasse. Tutti quelli che le stavano intorno fecero in modo di tenerla sempre lontana dalla realtà del paese che governava e lei non ne seppe mai nulla. Quando, alla fine, si rende finalmente conto della situazione e dei gravi errori che ha commesso, sarà ormai troppo tardi e verrà condannata a morte dai rivoluzionari. Prima di morire, dopo aver scoperto di essere la sorellastra maggiore di Simone, le affiderà i suoi due figli, Marie-Thérèse e Louis-Charles.

### Jeroule
Zalard (ザラール?, Zarāru), Jeroule nel doppiaggio italiano, è l'antagonista principale della serie. È il crudele e arrogante comandante della polizia parigina, e la principale causa di tutte le ingiustizie a cui vengono sempre sottoposti i popolani. È sempre stato un uomo rigido e incorruttibile, molto attaccato alle regole della monarchia assoluta. Incontra molto presto il Tulipano Nero, ma la sua vera acerrima nemica diventa la Stella della Senna. Non la teme affatto e, ovunque battendosi ostinatamente con lei, la mette in grandissima difficoltà, ma non è un avversario all'altezza del Tulipano Nero, sia con la spada che con le armi da fuoco. Nonostante sia un personaggio dipinto con tinte fosche, rispetto al marchese de Moralle, suo diretto superiore e protettore, e ai nobili suoi alleati, che a sua insaputa sono contro la regina Maria Antonietta, ha un codice d'onore da rispettare. Infatti, da umile guardia reale, è sempre stato fedele alla regina. Sebbene provenga dal popolo, mette sempre i suoi doveri verso la regina al di sopra di tutto ed esegue gli ordini senza riguardo per le sofferenze della gente comune. Per contro, pur dovendo sottostare ai voleri di de Moralle essendo il suo aiutante, mette sempre in dubbio la sua autorità quando ritiene che possa scatenare la collera della loro sovrana, l'unica cosa per cui prova un rispettoso timore, ma ovviamente è il generale ad assumersi ogni responsabilità. Inoltre, non è affatto un uomo privo di ogni scrupolo, soprattutto perché non ha mai ordinato ai suoi uomini di arrivare a sacrificare i loro sovrani pur di eliminare una volta per tutte la Stella della Senna. Il conto in sospeso che ha con lei viene finalmente saldato in un vecchio mulino abbandonato, su una piccola altura poco lontano dal paese di Chalons, la notte in cui difende strenuamente la fuga della famiglia reale a Varennes, subito dopo la morte del generale de Moralle, informandola che se vuole fermare la regina deve prima passare sul suo cadavere. Durante il combattimento, prima di venire ucciso da lei, un suo uomo lancia contro la Stella della Senna una torcia accesa, incendiando la parte destra della maschera e costringendola così a togliersela per non restare ustionata. Adesso che ha finalmente scoperto chi è con sua grandissima sorpresa e in una risata folle per lo shock, gli resta molto poco da vivere. Infatti, dopo un furioso combattimento con la spada in mezzo al terribile incendio provocato dalla torcia, viene infine infilzato al polmone destro dalla sua rivale e muore soffocato, cadendo sul meccanismo rotante del mulino e finendo carbonizzato.

## Personaggi ricorrenti

### Conte de Vaudreuil
Il duca de Forge (ド・フォルジュ公爵?, Do Foruju Kōshaku), il conte de Vaudreuil nel doppiaggio italiano, è un nobile molto importante e il padre di Robert de Vaudreuil. Migliore amico fin dalla giovinezza del duca di Lorena, il padre di Maria Antonietta, è a conoscenza del suo segreto, cioè che Simone è la figlia illegittima dell'amico e quindi la sorellastra minore della regina di Francia. Quindici anni prima, su incarico di quest'ultimo, aveva affidato la neonata ai coniugi Lorène e, una volta diventata grande, si prende cura di lei, facendole impartire un'educazione adatta alla classe nobile. Poco a poco, arriverà a considerarla quasi come una figlia e, prima di morire per mano del perfido Hans Kaunitz, riuscirà ad adottarla, facendola diventare una nobile.

### Mirand
Milan (ミラン?, Miran), Mirand nel doppiaggio italiano, è il fraterno amico d'infanzia e innamorato non corrisposto di Simone. All'inizio viene ingiustamente arrestato per essersi opposto a Jeroule. Dopo essere stato liberato prima dal Tulipano Nero e poi dalla Stella della Senna, parte per l'America, una terra dove il popolo non è oppresso dai nobili, per imparare il più possibile sulla democrazia e riportare queste idee di libertà anche in Francia. Quando a Parigi scoppia la rivoluzione, ritorna per aiutare i suoi amici rivoluzionari. Subito dopo la presa della Bastiglia, viene nominato vicepresidente dell'Assemblea nazionale. Senza rendersene conto, finisce soltanto per trovarsi nella fazione opposta a Simone, che nel frattempo ha finalmente scoperto di essere in realtà la sorellastra minore della regina Maria Antonietta, e quindi non può più stare dalla parte del popolo in rivolta. Essendo un antimonarchico, Simone non voleva dirgli nulla della sua parentela con la regina perché temeva che avrebbe sicuramente cercato con ogni mezzo di allontanarla da lei. Tuttavia, anche se non dava ad intenderlo e pensava solo alla rivoluzione, si era reso conto da tempo che lei gli stava tenendo nascosto qualcosa, e anche che Robert dev'esserne al corrente. Dopo averlo convinto a rivelargli tutto, per la prima volta inizia a dubitare della causa in cui aveva sempre creduto fermamente. Le sue convinzioni crollano definitivamente quando non riesce a frenare la deriva violenta degli eventi e assiste incredulo alla crudeltà della rivoluzione, ma ormai la loro fraterna amicizia si è incrinata per sempre. Così alla fine, senza farsi scoprire dai rivoluzionari, aiuta Simone a liberare i figli di Maria Antonietta e a fuggire da Parigi con Robert. Prima che la carretta con Maria Antonietta si allontani dalla Conciergerie per avviarsi al patibolo, riesce a dire alla regina che i suoi figli sono stati rapiti dalla Stella della Senna, dandole così un ultimo sollievo. Vedendo da lontano l'esecuzione, piange con sincerità in preda al rimorso.

### Coral
Chereau, Coral nel doppiaggio italiano, è un giornalista rivoluzionario di Parigi. Da sempre è un carissimo amico di Simone, così come la Stella della Senna è la sua più grande eroina, ma alla fine la rivoluzione li divide per sempre.

### Michelle de Claujère
Michelle de Claujère studia al convento di Panthémont assieme a Simone ed è la sua compagna di stanza. Poco a poco, le due ragazze diventano grandi amiche e, quando il suo perfido zio paterno, il conte de Claujère, scopre che Simone è in realtà la sorellastra minore della regina e decide di eliminarla, Michelle sfiderà l'ira dello zio e la salverà dall'avvelenamento. Dopo aver scoperto la doppia identità di Simone, si traveste da Stella della Senna per scagionare la sua migliore amica che era stata arrestata, ma perirà fucilata per mano delle guardie di Jeroule.

### Luigi XVI
Luigi XVI è il marito della regina Maria Antonietta, dalla quale ha avuto i figli Marie-Thérèse e Louis-Charles, ed è liberamente ispirato alla figura storica di Luigi XVI, re di Francia. Uomo sensibile e attaccato alla famiglia, non ha tuttavia il carisma e le doti per gestire la delicata situazione politica della Francia. Ritenendosi responsabile delle sofferenze e della solitudine provate da Maria Antonietta al suo arrivo alla corte di Versailles, aiuta Simone a comprendere il punto di vista della sorellastra maggiore, da lei ingiustamente detestata e vista come principale causa delle sofferenze dei poveri, quando invece la colpa è solo della nobiltà corrotta. Muore con dignità sulla ghigliottina, dopo un commovente saluto ai figli e alla moglie.

### Marchese de Moralle
Il marchese de Moralle, il duca du Moralle nel doppiaggio italiano, è il secondo antagonista principale della serie. Vecchio e perfido ministro di polizia, secondo la gerarchia militare è il diretto superiore e protettore di Jeroule, che ha sempre ritenuto un uomo prezioso e non ne ha mai fatto mistero con nessuno, nemmeno con i sovrani. Uomo colto, ma avido e spietato, astuto, infido e calcolatore, è il capo riconosciuto di tutta la corrotta nobiltà francese, che pensa soltanto ad arricchirsi e spadroneggiare in tutto il paese, fingendo però di essere un fedelissimo della regina Maria Antonietta e arrivando addirittura ad attentare alla vita dei suoi sovrani. Durante la fuga a Varennes, si scontra con la Stella della Senna, ma precipita dal parapetto di una piccola altura poco lontano dal paese di Chalons e si sfracella al suolo con tutta la sua carrozza.

### Marie-Thérèse e Louis-Charles
Marie Therèse e Louis-Charles sono gli adorati figli di Luigi XVI e Maria Antonietta, e quindi anche i nipoti di Simone. Alla fine verranno salvati dalle mani dei rivoluzionari dalla Stella della Senna e dal Tulipano Nero. Saranno adottati da Simone e Robert e, insieme a loro e a Danton, lasceranno per sempre Parigi e la Francia per costruire una nuova famiglia.

## Personaggi secondari

### Françoise
Françoise (フランソワ?, Furansowa) è l'acerrima rivale di Simone al convento di Panthémont. Dopo essersi diplomate nella stessa sessione, rivelando le sue umili origini durante il loro primo ballo in maschera pur di non farsi soffiare il fidanzato Matthieu, riesce a metterla in ridicolo davanti a tutta la corte di Versailles.

### Duca di Lorena
Il duca di Lorena è il padre della regina Maria Antonietta ed è liberamente ispirato alla figura storica del sacro romano imperatore Francesco I. Amico sin dalla giovinezza del conte de Vaudreuil, è insieme a lui la notte in cui conosce una bellissima cantante lirica dell'Opera dal nome sconosciuto. Dalla relazione tra il sovrano e la donna, nasce Simone, ma non potendo prendersene cura perché richiamato a Vienna a ricoprire il ruolo di imperatore, affida la bambina all'amico. Fa commissionare due carillon identici, uno destinato a Simone e l'altro a Maria Antonietta. Sarà grazie al regalo del padre che la regina avrà la certezza che la Stella della Senna è la sua sorellastra minore.

### Conte de Claujère
Il conte de Claujère è il perfido zio paterno di Michelle e il ciambellano di corte. Muore in un incendio.

### Duca d'Orléans
Il duca d'Orléans è il cugino di Luigi XVI.

### Paul Lorène
Paul Lorène è il padre adottivo di Simone.

### Julienne Lorène
Julienne Lorène è la moglie di Paul Lorène e quindi la madre adottiva di Simone.

### Berne
Berne è un'anziana e malata conoscente di Simone.

### Lyon
Lyon è un povero fornaio di Parigi. Da sempre è un carissimo amico di Simone, ma alla fine la rivoluzione li divide per sempre.

### Lacan
Lacan è un vecchio caporale della polizia di Parigi e uno degli uomini di Jeroule, devoto al re e alla regina. Viene ucciso dal cadetto Napoleone Bonaparte, che fa capovolgere la sua barca con il fuoco di una lanterna, annegando così nelle acque della Senna.

### Henri
Henri è il proprietario di una piccola locanda parigina nel quartiere dell'Île de la Cité, luogo d'incontro dei più accesi rivoluzionari. Da sempre è un carissimo amico di Simone, così come la Stella della Senna è la sua più grande eroina, ma alla fine la rivoluzione li divide per sempre.

### Pascal
Pascal è un negoziante parigino, sposato e da sempre carissimo amico di Simone. Prima che la rivoluzione li divida per sempre, viene ucciso da due scagnozzi di Borouelle, un usuraio alleato con il marchese de Moralle, per essersi rifiutato di appoggiarlo nelle elezioni del Terzo Stato contro Mirand.